# Antonín Procházka (siatkarz)
Antonín Procházka (ps. Had, Hádek, Hadička, ur. 3 kwietnia 1942 w Brnie) – czeski siatkarz, medalista igrzysk olimpijskich i mistrzostw Europy.

## Życiorys
Procházka w składzie reprezentacji Czechosłowacji, która zajęła 2. miejsce podczas mistrzostw Europy w 1967 w Turcji. Wystąpił na igrzyskach olimpijskich 1964 w Tokio. Zagrał w ośmiu z dziewięciu rozgrywanych meczów. Jego zespół z siedmioma zwycięstwami i dwiema porażkami zajął trzecie miejsce w turnieju. Zajął 5. miejsce podczas Pucharu Świata 1969. W reprezentacji grał w latach 1965-1969.
Był zawodnikiem klubów Spartak Brno ZJŠ (1961-1962), Dukla Kolín (1962-1964), Spartak Brno ZJŠ (1964-1966) i Slavoje / Škoda České Budějovice (1967-1978). Jego największym sukcesem w mistrzostwach Czechosłowacji było mistrzostwo w 1963 z Duklą Kolín i w 1965 Spartakiem Brno ZJŠ. Ponadto zajmował 2. miejsce w 1964 i 3. miejsca w 1966 i 1967. W piłkę siatkową grał do 2002 roku z drużynami seniorów Škoda i Strabag z Czeskich Bodziejowic. Zdobył kilka tytułów weteranów Czech (powyżej 40 lat) i supereterianów (powyżej 50 lat).
Z zawodu był technikiem budowlanym. Zdobył kwalifikacje trenerskie na Uniwersytecie Karola i w latach 1985-1987 pełnił funkcję trenera w Strabag České Budějovice. Był także sędzią podczas regionalnych rozgrywek siatkarskich. W latach 1989–2008 był członkiem zarządu czeskiego klubu olimpijczyków (KČO), od 1990 przewodniczącym południowoczeskiej sekcji KČO, a od 2007 przewodniczącym ds. finansowych.